# Wystawocznaja
Wystawocznaja (ros. Выставочная) – stacja moskiewskiego metra linii Filowskiej (kod 188), położona w rejonie Priesnienskij w centralnym okręgu administracyjnym Moskwy, stanowi ważny element komunikacji z Centrum Biznesowym Moskwy. Początkowo nazywała się Diełowoj Centr (Деловой центр), ale 1 czerwca 2009 nazwę zmieniono na Wystawocznaja nawiązując do pobliskiego Centrum Expo. Wyjścia prowadzą na ulicę Krasnopresnenskaja Nabereżnaja, most Bagration i do centrum Expo.

## Konstrukcja i wystrój
Stacja posiada dwa poziomy, na niższym znajduje się peron, na wyższym przejścia. Zaprojektowana według indywidualnego projektu, wystrój znacznie odbiega od pozostałych stacji na linii. Różne kolory wystroju, oświetlenie i kształty podwieszanych sufitów wyznaczają strefy transportu, pieszych, wystawy i punktów informacji. Wnętrza westybuli wyłożono beżowym marmurem, ściany nad torami brązowym marmurem i plastikowymi panelami, podłogi granitem, sufity wykonano z aluminium. Wszystkie okna, barierki, kolumny i elementy wystroju wykonano z nierdzewnej stali.

## Rozwój
Wystawocznaja ma być jedną z trzech stacji z kompleksu przesiadkowego powstającego tu poprzez przecięcie się linii Filowskiej z wydłużoną linią Kalinińską i planowaną linią okrężną Chodynskaja (Ходынская линия). Pozostałe stacje są kompletne, ale obecnie zamknięte.